# Districtul Kőszeg
Kőszeg (în maghiară Kőszegi járás) este un district în județul Vas, Ungaria.
Districtul are o suprafață de 286,45 km2 și o populație de 25.473 locuitori (2013).